# Девочка в Пежо
«Девочка в Пежо» — песня, написанная российским продюсером и автором песен Владом Валовым и записанная украинской певицей Ёлкой для её дебютного студийного альбома «Город обмана» (2005). Композиция, спродюсированная Валовым, была выпущена лейблом 100PRO как второй сингл из альбома 2 мая 2005 года.

## Реакция критики
После релиза дебютного альбома исполнительницы большинство критиков называли песню в числе его лучших моментов. Рита Скитер из издания InterMedia писала, что «Девочка в Пежо» стала одним из немногих неожиданных моментов на пластинке: «Жаль только, что неожиданная (в контексте валовских представлений о музыке) ретро-шутка „Девочка в Пежо“ осталась на диске единственной — в остальных треках чистота жанра выдерживается неукоснительно». Обозреватель газеты «Коммерсантъ» Борис Барабанов относил песню к лучшим песням альбома и также выделял её стилистическое отличие от других треков пластинки. Критик писал, что наиболее удачными песнями на альбоме были те, в которых «её представления о современном вокале пересеклись с традициями советской эстрады, а именно в номерах „31 июня“, „Девочка в 'Пежо'“ и „Хорошее настроение“. Эти песни не столько удачи Ёлки, сколько истории о том, как могли бы звучать Ирина Отиева и Лариса Долина, если бы рискнули всерьёз обратиться к молодёжной аудитории». Андрей Никитин из Rap.ru не разделил мнение других экспертов, негативно описав отличие композиции от традиционного для Валова хип-хопа. Он дал песне среднюю оценку, описав её как «ретро-шансончик».

## Чарты
| Страна/территория (Чарт)    | Высшая позиция |
| --------------------------- | -------------- |
| (Tophit Общий Топ-100)      | 132            |
| (Tophit Топ-100 по заявкам) | —              |